# 人格障礙
或，又称“病态/变态/反社会人格”，是一类精神障碍，患者具有“持久而牢固的感知、情绪、动机、思维或行为模式的异常”。世界卫生组织《国际疾病分类第十一次修订本》（后文简称“ICD-11”）中描述：人格障碍是个体人格功能的显著紊乱，常伴有明显的个人和社交问题；其中心特征是自我方面的功能问题（如自我身份、自我价值感、自我意志等）与人际交往的功能问题（如发展与维持互相满足的亲密关系、理解他人观点、处理冲突等）。人格障碍在青年或成年早期通常即表现出症状，且会严重干擾到個人、社交或職業功能，给患者带来显著痛苦。
过去的ICD-10曾列出了“偏执型人格障碍”等8种具体的人格障碍，但最新版的（2022年起生效）ICD-11已不再定义具体类型的人格障碍，只保留“轻度/中度/重度/未特指严重度的人格障碍”编码；但另外给出了6种人格特征/模式维度，分别是“负性情感”“分离”“社交紊乱”“脱抑制”“强迫性”特征和“边缘型”模式，用以对人格障碍患者突出的异常人格特征进行描述。相对应地，美國精神醫學學會制订的最新版《精神疾病诊断与统计手册》（DSM-5-TR，2022）仍保留了10种具体人格障碍的诊断，它们是：“偏执型”“分裂样”“分裂型”（以上属A类，古怪型）、“反社会型”“边缘型”“表演型”“自恋型”（以上属B类，夸张或不稳定型）、“回避型”“依赖型”“强迫型”（以上属C类，焦虑或恐惧型）。

## 兒童與青少年
在Robert F.Krueger的调查中表明在部分儿童和青少年确实会有一些明显的临床症状与成人的人格障碍相似，这些症状具有非常有意义的联系。人格障碍显示了一定的延续性。

## 診斷標準
根據美國精神醫學學會出版的『精神疾患診斷及統計手冊』(Diagnostic and Statistical Manual of Mental Disorders，簡稱DSM，目前出版至第五版)，在第四版將人格障礙症在精神科診斷五軸中，被置於第二軸的診斷描述。但在第五版中，多軸系統已被捨棄，人格障礙症被同列在精神疾病之下。

### 人格違常的整體診斷標準
為了確診人格違常，必須有以下幾個標準：

一、行為與其個人所處的社會文化明顯不同，且至少有下列兩種以上異於常人的表現：

1. 認知功能：對自己、他人、和事件的認知

2. 情感功能（情感的表現方式、強度、變化度、和情感表达的合宜性)

3. 人際關係

4. 對於衝動的控制

二、表現的情形長期固定不變。

三、其表現的狀況足以影響到其個人、社會、職業等正常的功能。

四、發病最早可追溯到青春期或早年成年期。

五、其疾患不是由多重精神疾病所造成。

六、其疾患不是由物質（如毒品）或其他身體疾病(如頭部外傷)所造成。
對於18歲前診斷人格障礙症，以上特徵必須已存在達一年以上。18岁以下者不会被诊断患有反社會人格違常。

## 分類列表
根據精神疾患診斷及統計手冊第四版，人格疾患可分為三大群：
- 參見來源：心靈園地－、 （页面存档备份，存于）（2000年9月）

- A型 （奇怪型或異常型疾患）

- 妄想型人格違常
- 孤僻型人格違常
- 精神分裂型人格違常

- B型 （戲劇型或情感型疾患）

- 反社會人格違常
- 邊緣型人格違常
- 戲劇化人格違常
- 自戀型人格違常

- C型 （焦慮型或恐懼型疾患）

- 迴避型人格違常
- 依賴型人格違常
- 強迫型人格違常

- 其他類型：情感疾患、焦慮疾患、解離疾患等等。

## 相關書籍
- 米農．提多 精神疾患診斷及統計手冊中的人格違常 - 第二版， 1995年出版 ISBN 978-0-471-01186-6

## 外部連結
- 人格與精神病理學研究機構（页面存档备份，存于）
- 人格違常基金會Archive.today的存檔，存档日期2012-12-06
- 綜觀人格違常 （页面存档备份，存于）
- 人格違常的典型表現 （页面存档备份，存于）
- 國家心智健康協會 （页面存档备份，存于）
- 人格違常測驗 （页面存档备份，存于）